# Donatello
Donatello (vlastním jménem Donato di Niccolò di Betto Bardi; asi 1386 Florencie – 13. prosince 1466 Florencie) byl florentský sochař a umělec rané renesance. Je považován za jednoho ze zakladatelů individualizovaného sochařského portrétu.
Donatello patří mezi pět objevitelů lineární perspektivy, kterou začali používat malíři rané renesance. Jsou to především Filippo Brunelleschi, dále Giotto di Bondone, Paolo Uccello a Antonio Manetti.

## Život

### Původ a učení

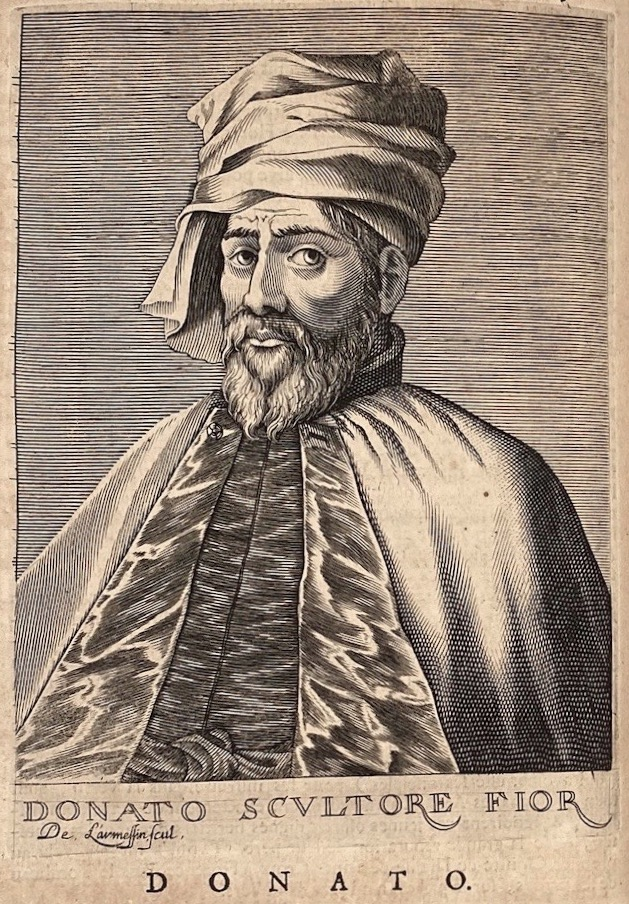
Portrét Donatella

Donatello byl synem obchodníka jménem Niccolò di Betto Bardi. Jeho otec Niccolò byl členem cechu Tiratori di Lana, což byl mocný cech sušičů vlny. Donatello se již od mládí věnoval výtvarnému umění. Jeho prvním učitelem byl o něco starší Filippo Brunelleschi, od kterého se naučil kovolitectví. Společně spolu podnikli studijní cestu do Říma, kde studovali antické památky. Donatello se zde věnoval především antickému sochařství.
Po návratu z Říma (1432–1433) obdržel mnoho významných zakázek. Jeho patronem byl Cosimo de Medici a tato ochrana zajišťovala Donatellovi společenskou toleranci jeho homosexuální orientace.
V letech 1404–1407 Donatello pracoval v prestižní dílně sochaře a zlatníka Lorenza Ghibertiho ve Florencii. Jeho dílna byla nejvýznamnější školou pro mladé umělce, kteří s ním spolupracovali i na významné realizaci bronzových dveří florentského baptisteria.

### Portréty Donatella
Dochovaly se dva portréty Donatella. Jedním je malba Pět objevitelů perspektivy, kterou uvádí v Donatellově životopisu Giorgio Vasari. Donatello se nachází uprostřed, vedle něj vlevo to jsou Giotto di Bondone a Paolo Uccello, vpravo Antonio Manetti a poslední Filippo Brunelleschi.
Druhým portrétem je Donatello zachycený malířem Masacciem na jedné z fresek slavné kaple Brancacci. Je jednou z postav na výjevu, kde Svatý Petr uzdravuje nemocné svým stínem.

### Úmrtí
Donatello se dožil vysokého věku, zemřel ve svých osmdesáti letech v roce 1466 ve Florencii. Je pohřben ve florentském kostele San Lorenzo, kde si přál být uložen v blízkosti svého patrona Cosimo de Medici.

## Dílo

### Florentský dóm
První Donatellovy práce jsou spjaty s Florentským dómem. V letech 1406–1408 Donatello pracoval společně se sochařem Nanni di Banco na výzdobě portálu Porta della Mandorla. Donatello a Banco pro něj vytesali dvě sochy proroků. V letech 1408–1409, opět ve spolupráci se sochařem Nanni di Banco vytvořili sochy proroka a krále do průčelí Florentského dómu. Nanni di Banco vytesal sochu proroka Izajáše a Donatello sochu krále Davida.
V letech 1408–1415 Donatello pracoval opět pro Florentský dóm, pro jeho hlavní portál vytvořil sochu sv. Jana Evangelisty. Byla to jedna ze čtyř soch ve výklencích porálu. Sochu evangelisty Lukáše vytvořil Nanni di Banco, sochu evangelisty Matouše Bernardo Ciuffagni, sochu evangelisty Marka sochař Niccolò di Pietro Lamberti.

### Kostel Orsanmichele

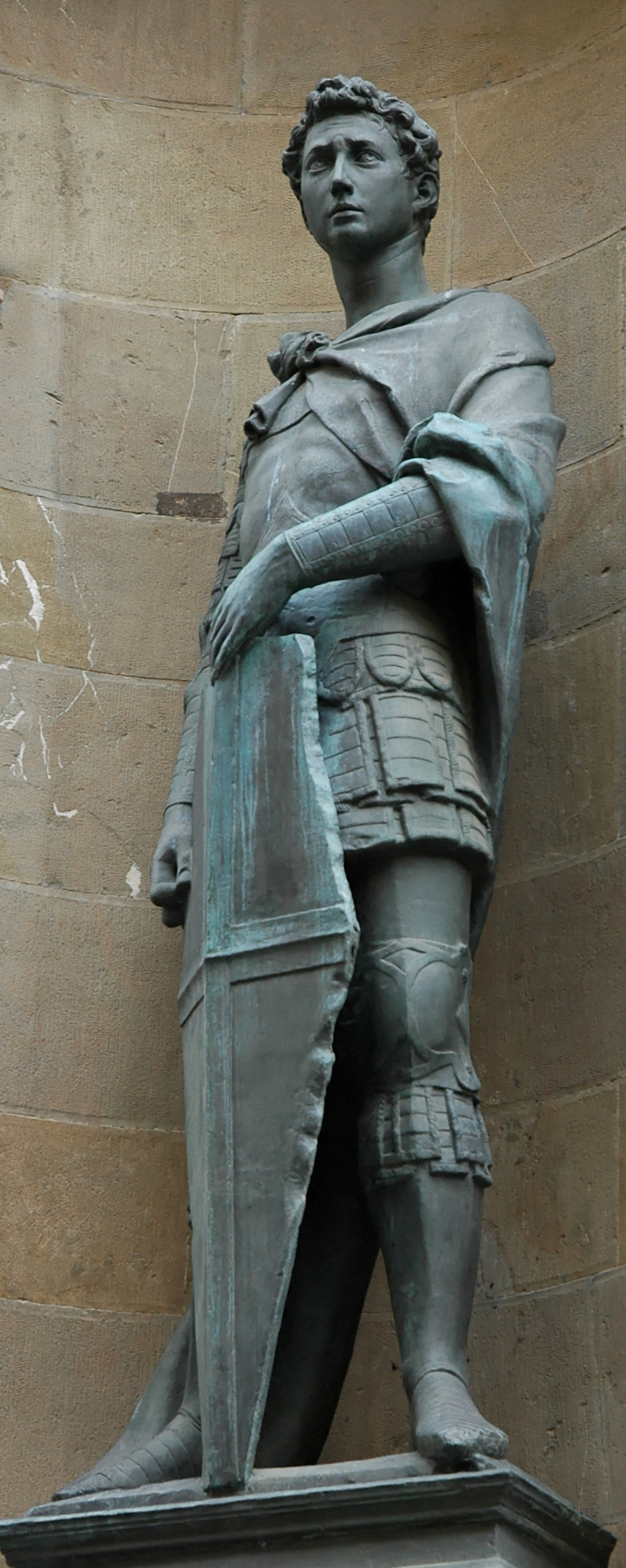
Socha svatého Jiří

Donatello také několik let pracoval pro slavný florentský kostel Orsanmichele. V přízemí exteriéru tohoto kostela se nachází 14 nik, ve kterých jsou sochy objednané městskými cechy Florentské republiky. Vytvořili je nejvýznamnější florentští sochaři té doby, kromě Donatella také například Nanniho di Banco nebo Lorenza Ghibertiho. První Donatellovou prací je socha evangelisty sv. Marka, kterou objednal cech pláteníků a která vznikla v letech 1411–1413.

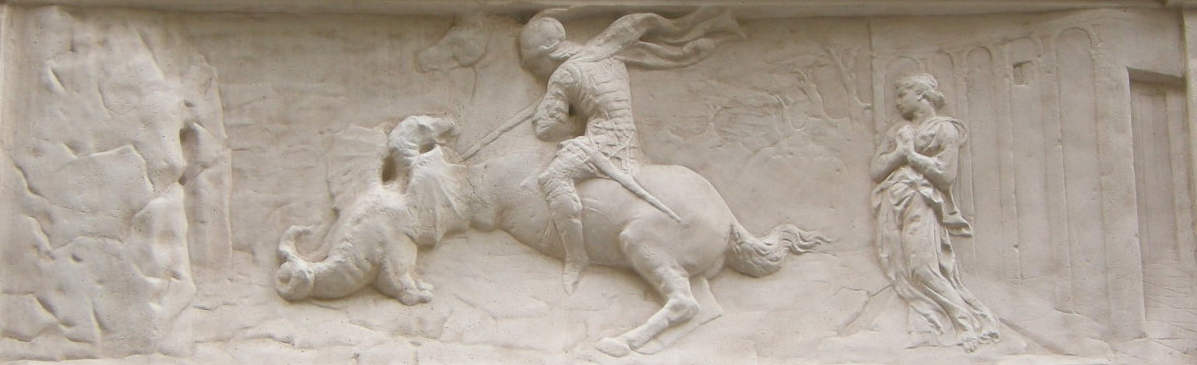
Stlačený reliéf pod sochou sv. Jiří

Další Donatellovou sochou pro Orsanmichele je slavná socha sv. Jiří, kterou objednal cech platnéřů a mečířů a byla vytvořena v letech 1415–1417. Umělec a spisovatel Filarete ve svém traktátu o architektuře vyzdvihuje kvality této sochy. Také Michelangelo, když pracoval na svém Davidovi, se inspiroval touto sochou. Velmi inspirující je i reliéf, který zdobí sokl pod nikou se sv. Jiřím. Donatello zde vytvořil zcela novou věc, je to fenomén stlačeného reliéfu, italsky „rilievo stiacciato.“ Je to reliéf, který zobrazuje výjev s výraznou hloubkou a perspektivou. To se mu podařilo díky objevení principů lineární perspektivy jeho přítelem a architektem Filippo Brunelleschim.
Další prací Donatella pro exteriér kostela Orsanmichele je bronzová socha sv. Ludvíka Francouzského, na které spolupracoval se sochařem a později také významným architektem Michelozzem v letech 1423–1425. Tuto sochu si u Donatella neobjednal florentský cech, ale významná politická strana Parte Guelfa, stoupenci papeže. Socha byla později z politických důvodů z kostela Orsanmichele odstraněna a umístěna do kostela Santa Croce, kde je dosud.

### Florentské baptisterium

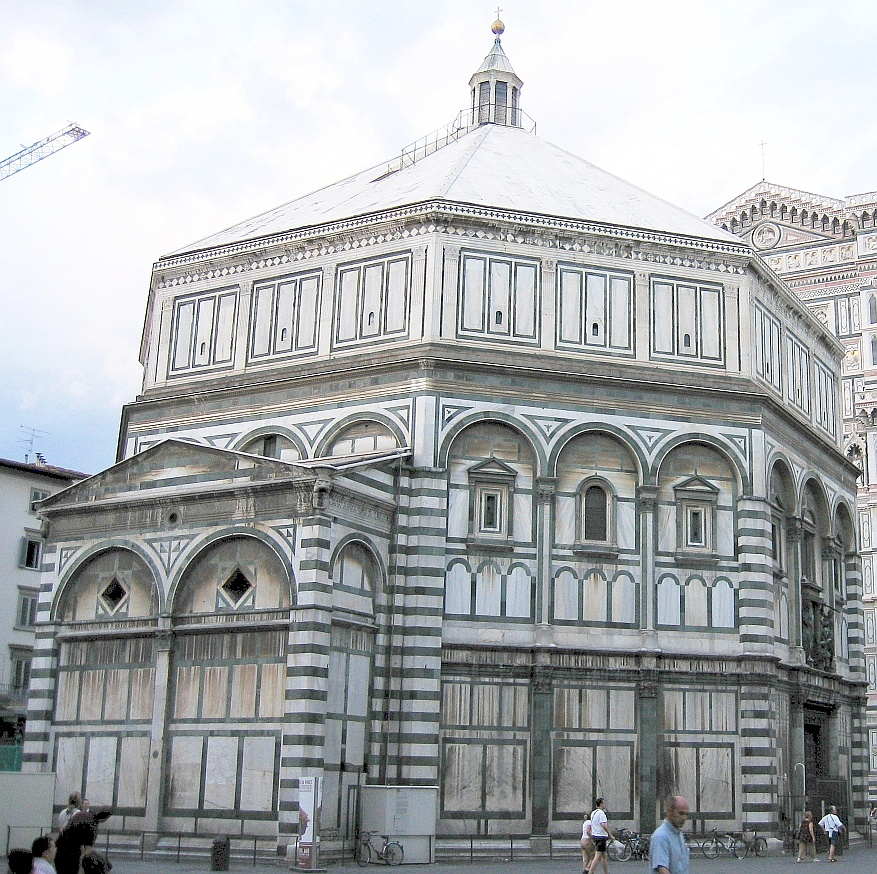
Baptisterium ve Florencii

Honosný náhrobek vzdoropapeži Janovi XXIII, který Donatello vytvořil v letech 1425–27, je částečně z bronzu a částečně z mramoru. Nachází se ve florentském baptisteriu, v interiéru na jeho severozápadní straně. Donatello jej vytvořil ve spolupráci se sochařem a architektem Michelozzem, se kterým měl v té době společný ateliér. Náhrobek je zcela novým typem renesančního náhrobku a bude napodobován celou řadou umělců i v dalších desetiletích 15. století.
Náhrobek se skládá z několika pater. V dolní část vytvořené z mramoru jsou v reliéfu zobrazeny tři ctnosti, které vytvořil Michelozzo. Nad tímto reliéfem je z mramoru vytesaný sarkofág s dvojicí renesančně stylizovaných putti (andílků s křídly) s nápisem, kdo je zde pohřben. Teprve nad tímto sarkofágem jsou umístěny máry s tělem papeže, které jsou neseny dvojicí lvích figur. Toto lůžko i vlastní papežovo tělo je odlito z bronzu a figura papeže je pozlacena. Tvář papeže je velmi realistická, neboť byla odlita posmrtná maska a s ní Donatello při vytváření modelu pracoval.

### Neapol, Pisa, Siena, Padova, Řím
Věhlas o Donatellovi a jeho práci se začíná šířit z Florencie do dalších italských měst mimo Toskánsko. Donatello tak začíná pracovat i mimo Florencii. V Neapoli vytvořil pozoruhodný náhrobek, v Pise relikviář v podobě bysty sv. Rossoreho. V Sieně v baptisteriu při sienském dómu vytesal křtitelnici zdobenou sérií bronzových a pozlacených reliéfů ze života sv. Jana Křtitele a soch zobrazující ctnosti. Do Padovi na nějaký čas dokonce přestěhoval svůj ateliér. V roce 1430 v Římě vytvořil svatostánek pro chrám sv. Petra ve Vatikánu. V římském kostele Santa Maria in Aracoeli vytesal náhrobník Giovanniho Crivelliho.

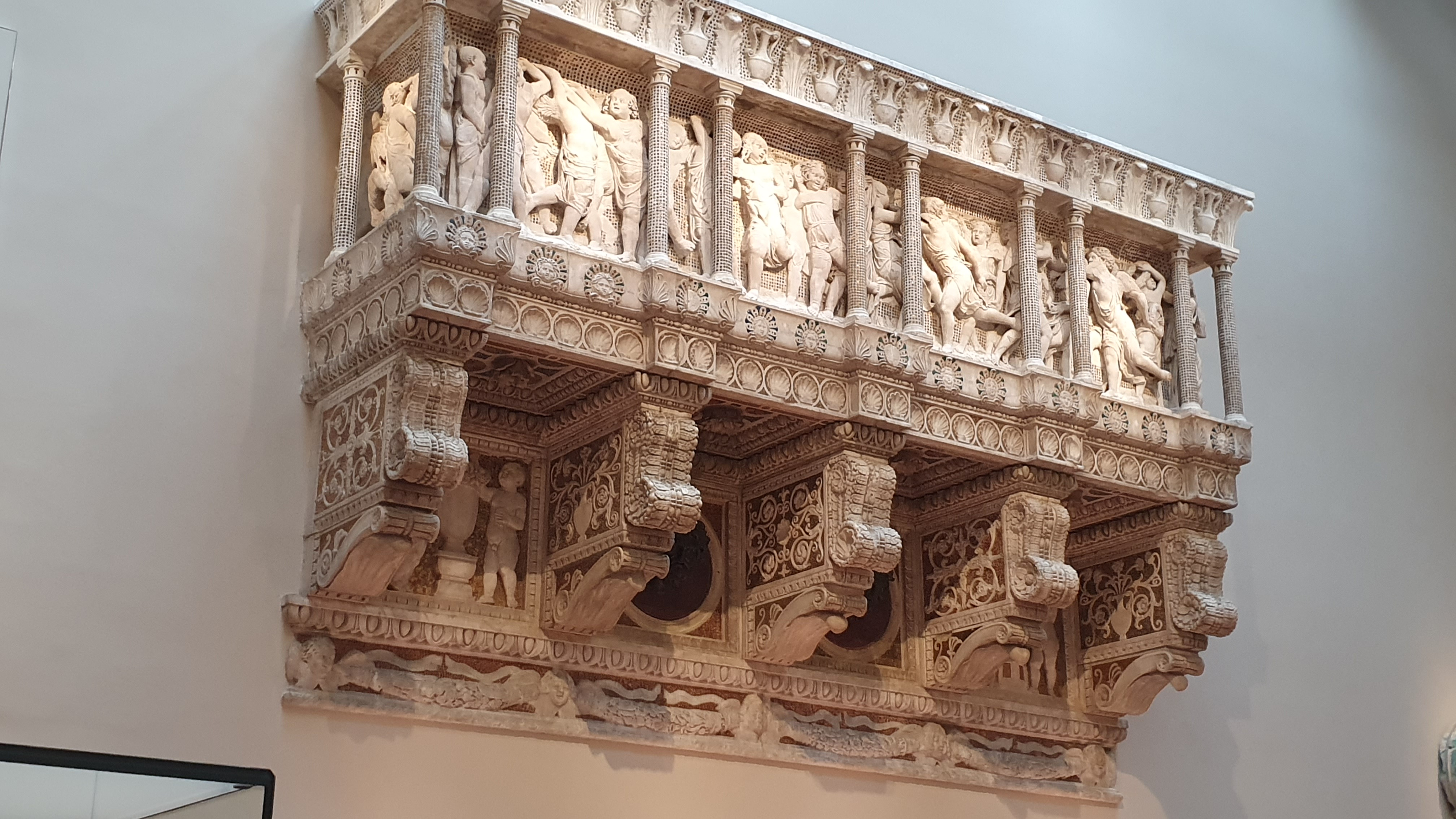
Zpěvácká kruchta

### Zpěvácká kruchta florentského dómu
V roce 1433 se Donatello vrací do Florencie a pro florentský dóm vytváří zpěváckou kruchtu, kde do mramoru vytesá reliéf tančících a zpívajících chlapců. Ve městě Prato, které se nachází nedaleko od Florencie, Donatello vytváří podobnou exteriérovou kazatelnu zdejšího dómu. Z této známé exteriérové kazatelny byla na svátky ukazována relikvie – pás Panny Marie, který věnovala nevěřícímu Tomášovi.

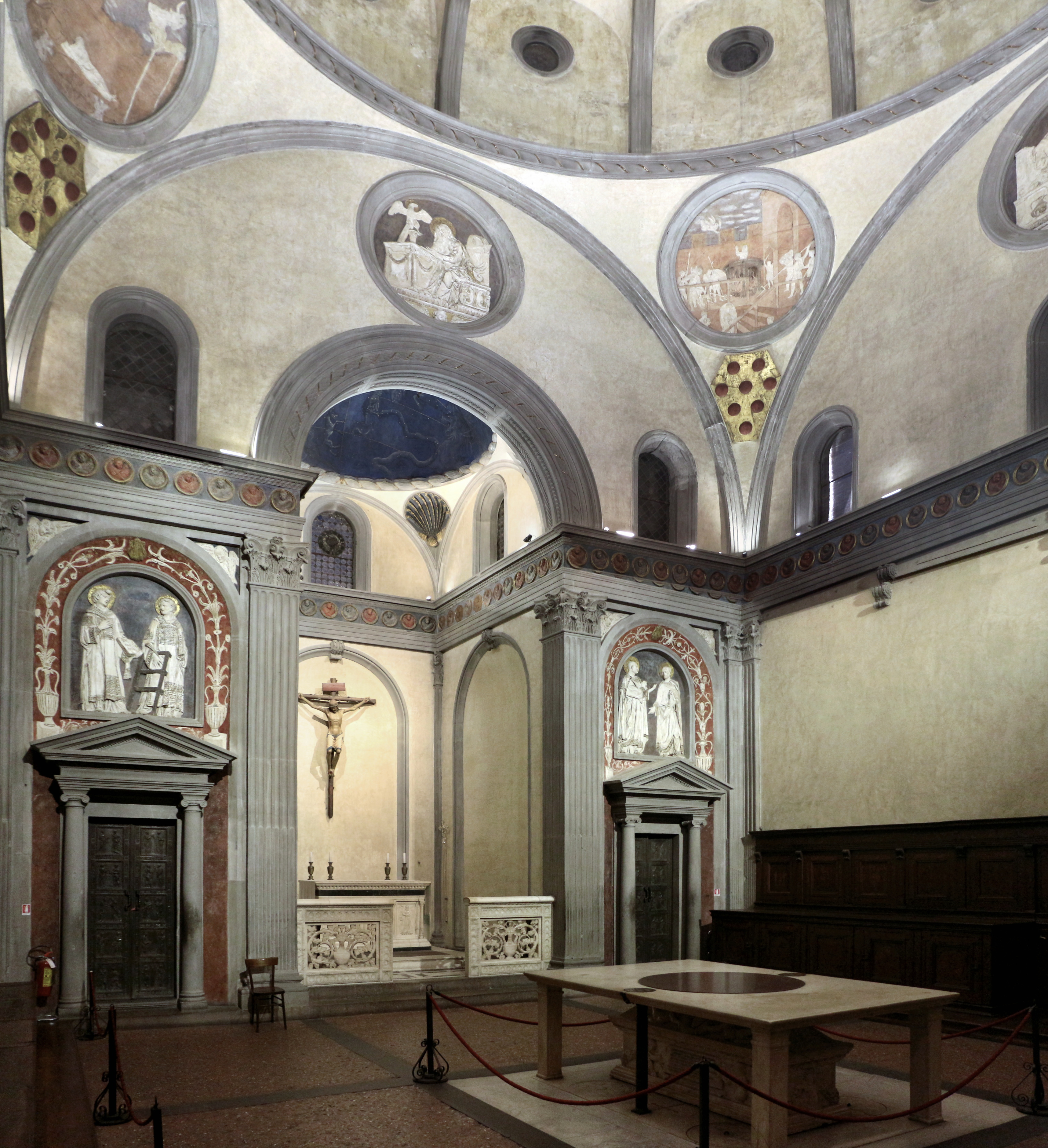
Výzdoba Staré sakristie

### Stará sakristie kostela San Lorenzo
Ve 30. letech 15. století vytváří Donatello kompletní výzdobu pro Starou sakristii kostela San Lorenzo, kterou vystavěl Donatellův přítel Filippo Brunelleschi pro rodinu Medicejů. Jedná se o dvoje dveře, štukové reliéfy a kruhové medailony.
Pro portál Staré sakristie vytvořil dvoje bronzové reliéfní dveře. Každé dveře jsou rozděleny do deseti polí, kde jsou zobrazeny dvojice svatých apoštolů a světců spjatých s dějinami Florencie a rodiny Medicejských.
Nade dveřmi vytvořil dvojici štukových polokruhových reliéfů, které zobrazují světce spjaté s rodinou Medicejských. Například svatého Vavřince, který je patronem zdejšího chrámu, svatého Cosma a Damiána, kteří jsou patrony lékařů a také Medicejských.
Na stropě Donatello vytvořil 8 kruhových medailonů (tzv. tonda). Čtyři reliéfy zobrazují evangelisty a čtyři větší kruhové medailony zobrazují výjevy ze života sv. Jana Evangelisty.

## Známé sochy
Socha Davida

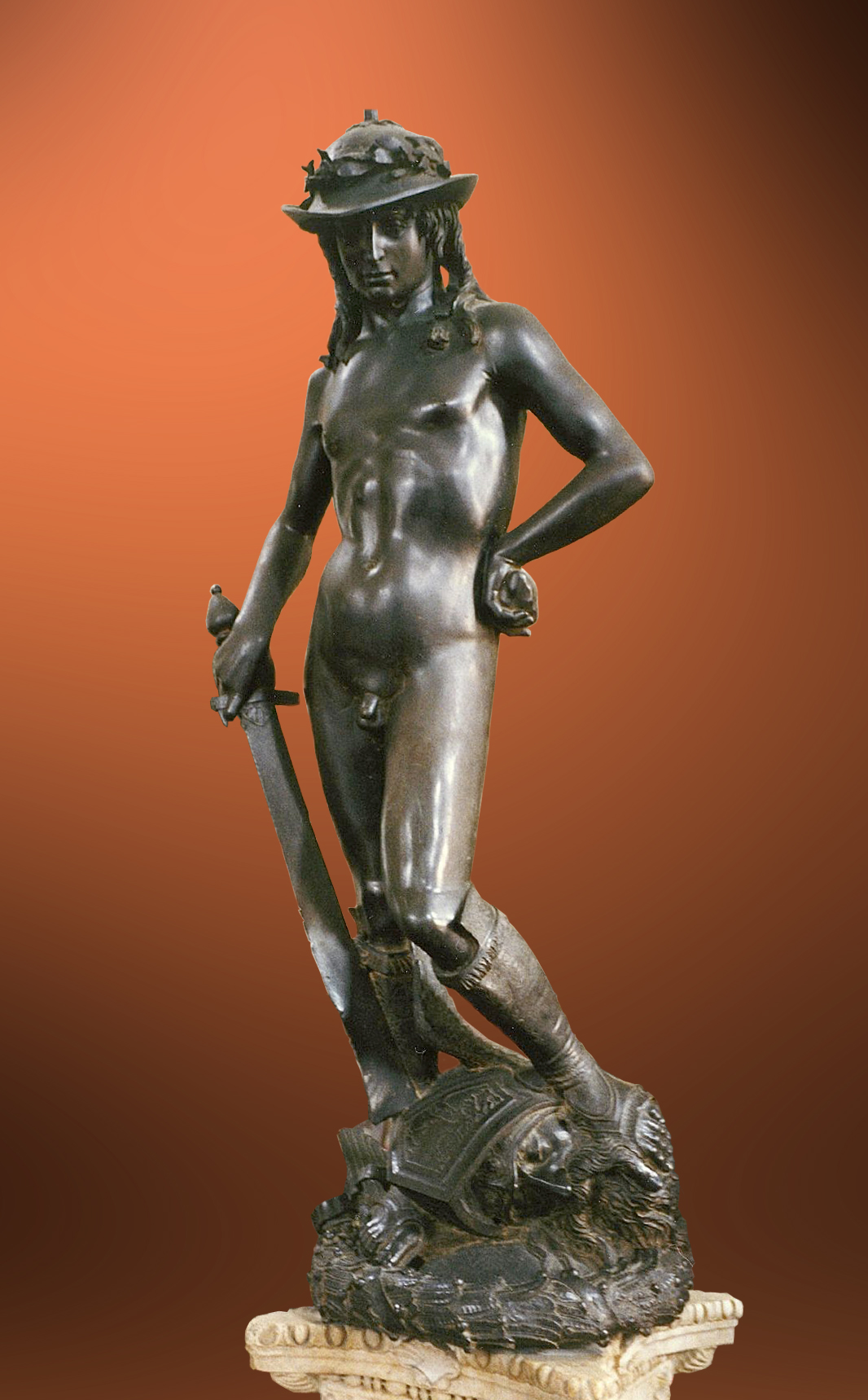
Socha mladého krále Davida

Ve 30. letech 15. století Donatello vytvořil jednu ze svých nejslavnějších soch, bronzovou figuru nahého mladého krále Davida. Je to jeden z prvních aktů raně renesančního sochařství, realistického a působivého podání. Dnes se nachází ve florentském Bargellu.
Átis - divná socha

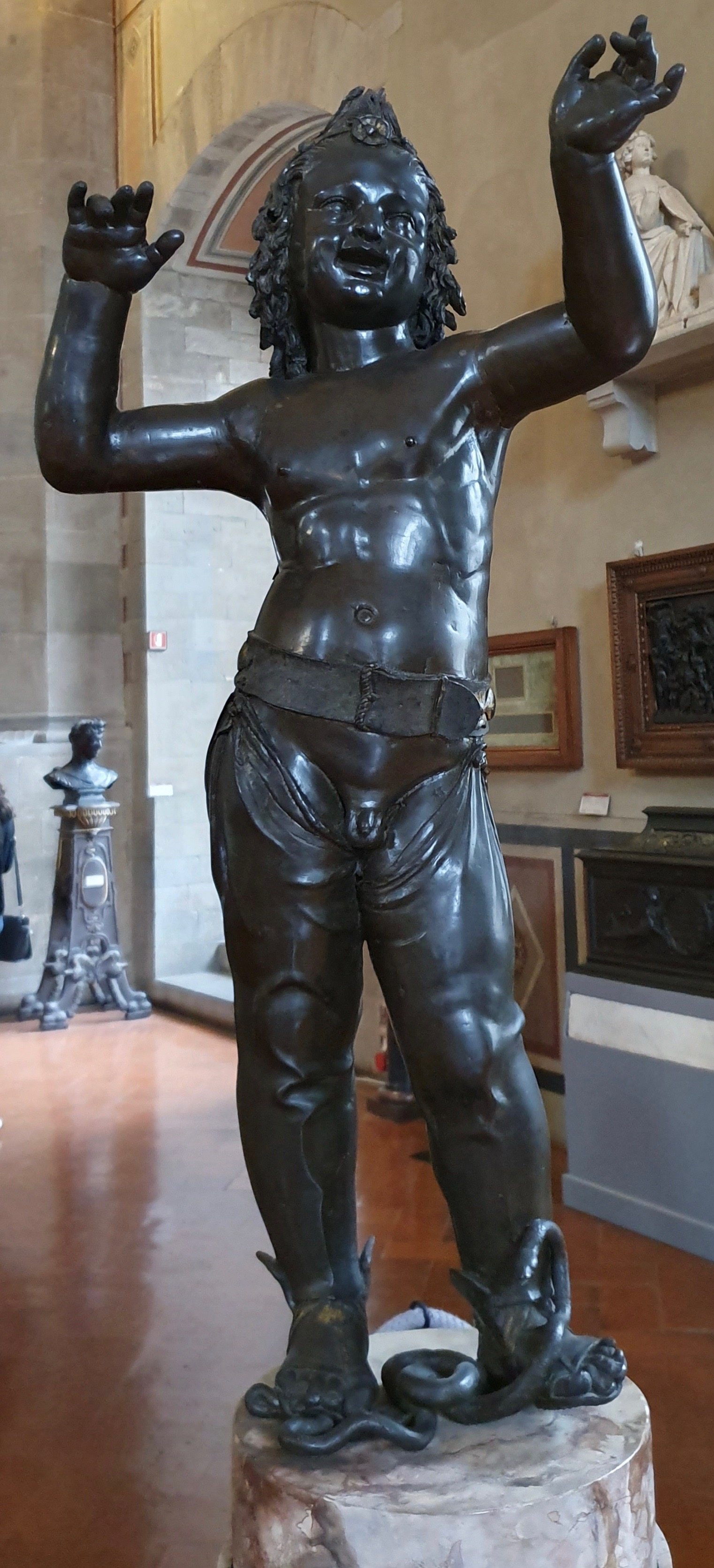
Socha Átise

Divnou erotickou sochu, jak se zmiňuje i Giorgio Vasari, vytvořil Donatello také z bronzu. Je to postava nahého mladíka Átise, někdy nazývaná také Kupid. Mladík je v podivných kalhotách, částečně se jedná o akt.
Socha sv. Jana Křtitele
V roce 1438 vytváří Donatello dřevěnou sochu sv. Jana Křtitele pro slavný benátský kostel Frari. Vytvořil ji na zakázku florentských obchodníků. Socha je zajímavá svou expresivní formou.

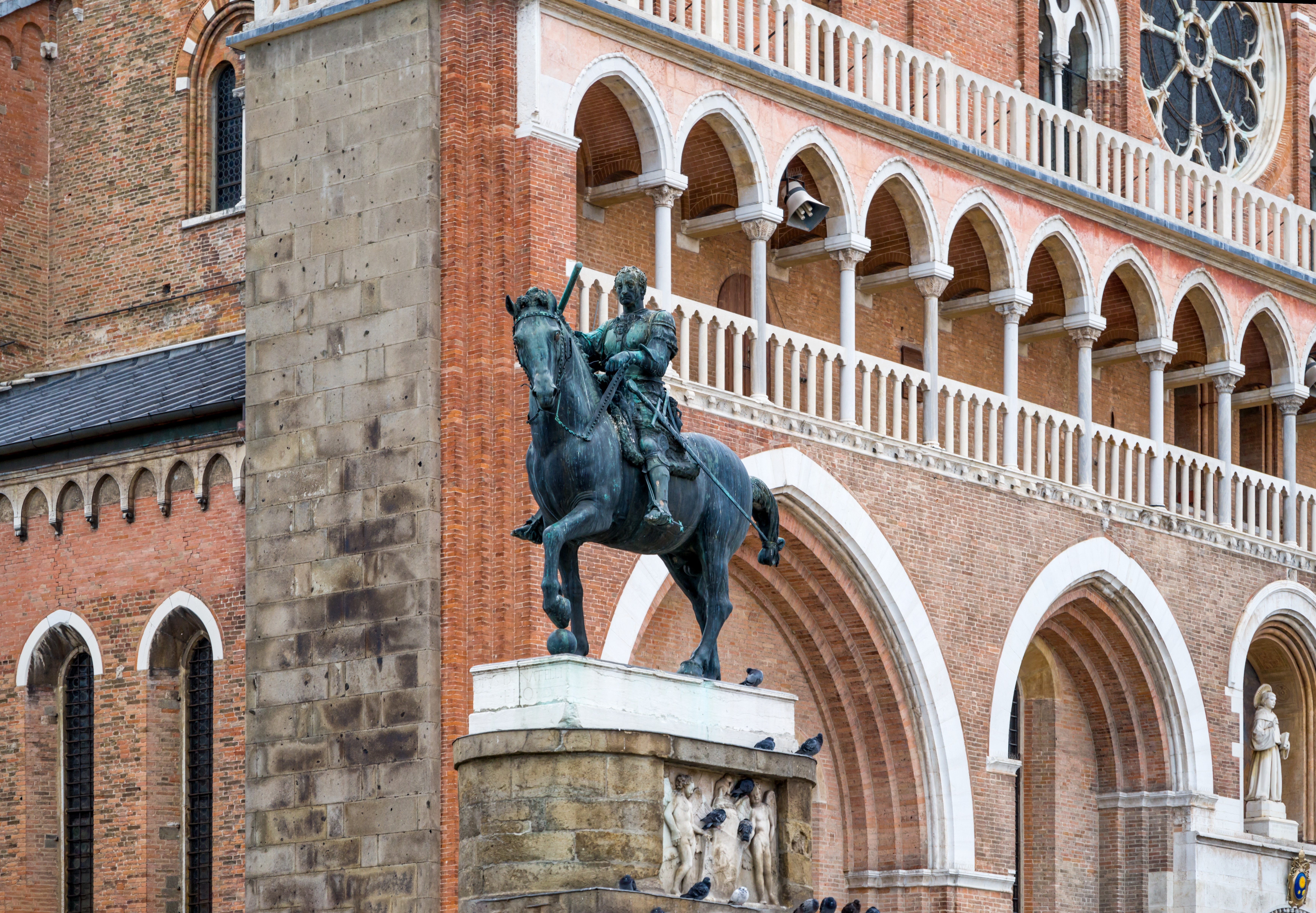
Jezdecká socha Gattamelata

Jezdecký pomník kondotiéra Gattamelaty
Za svého desetiletého pobytu v Padově, od roku 1443 až 1453, Donatello vytvořil slavné dílo, jednu z prvních jezdeckých soch rané renesance. Je to jezdecký pomník kondotiéra Gattamelaty, který se nachází před kostelem Il Santo. Vzorem mu byl antický jezdecký pomník Marca Aurelia z konce 2. století, který se nachází na náměstí v Kapitolu.
Sousoší Judity stínající Holoferna
Velmi slavným dílem je sousoší Judity, která stíná Holoferna před florentskou radnicí. Toto dílo, vytvořené celé z bronzu jako fontána, bylo původně objednané pro Palác Medicejských.

## Vybraná díla
- Stříbrný oltář sv. Jakuba, Pistoia. Tento oltář vznikal v letech 1287 až 1456. Existují předpoklady, že Brunelleschimu na tomto díle asistoval právě Donatello.[1]
- David, mramor 1408–1409, Bargello Florencie
- Sv. Marek, 1411–1414, kostel Orsanmichele.
- Sv. Jiří, 1415,
- Řečník se svitkem, 1415–1418.
- Marzocco, 1419–1420, Bargello.
- Prorok Habakuk, zvaný Il Zuccone, 1413–1426; Museo dell'Opera del Duomo, Florencie.

- David, bronz, 1430; Florencie
- Tabernákl Zvěstování, 1434, Santa Croce.
- Sv. Jan Křtitel, 1438 (datum objeveno při restaurování na soklu), originál v Bargellu
- Jezdecká socha kondotiéra Gattamelaty, bronz, 1446–1447, Padova.

- Marie Magdaléna, 1455, dřevěná, zlacená a polychromovaná socha, Museo dell'Opera del Duomo, Florencie
- Judita a Holofernes, 1455, Piazza della Signoria, Florencie.

## Fotogalerie

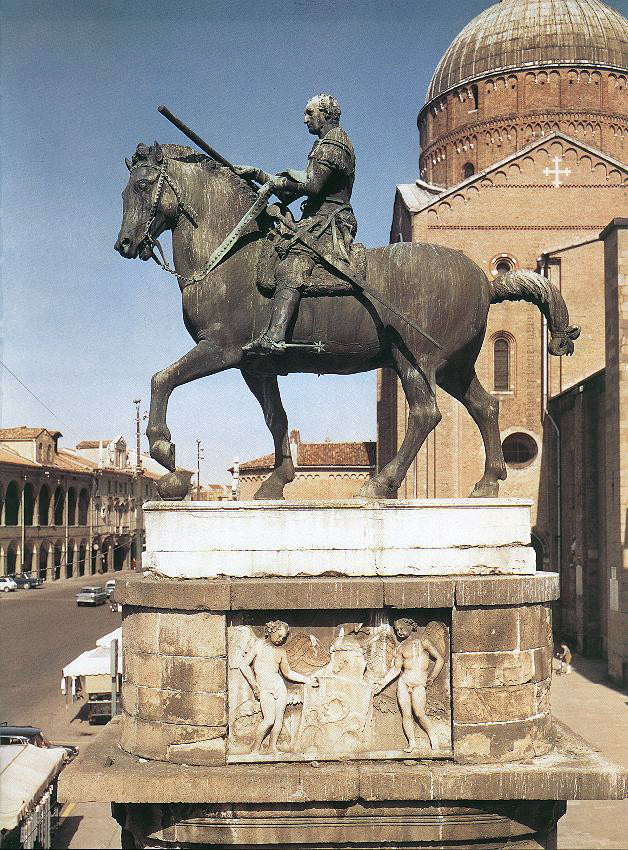
Gattamelata
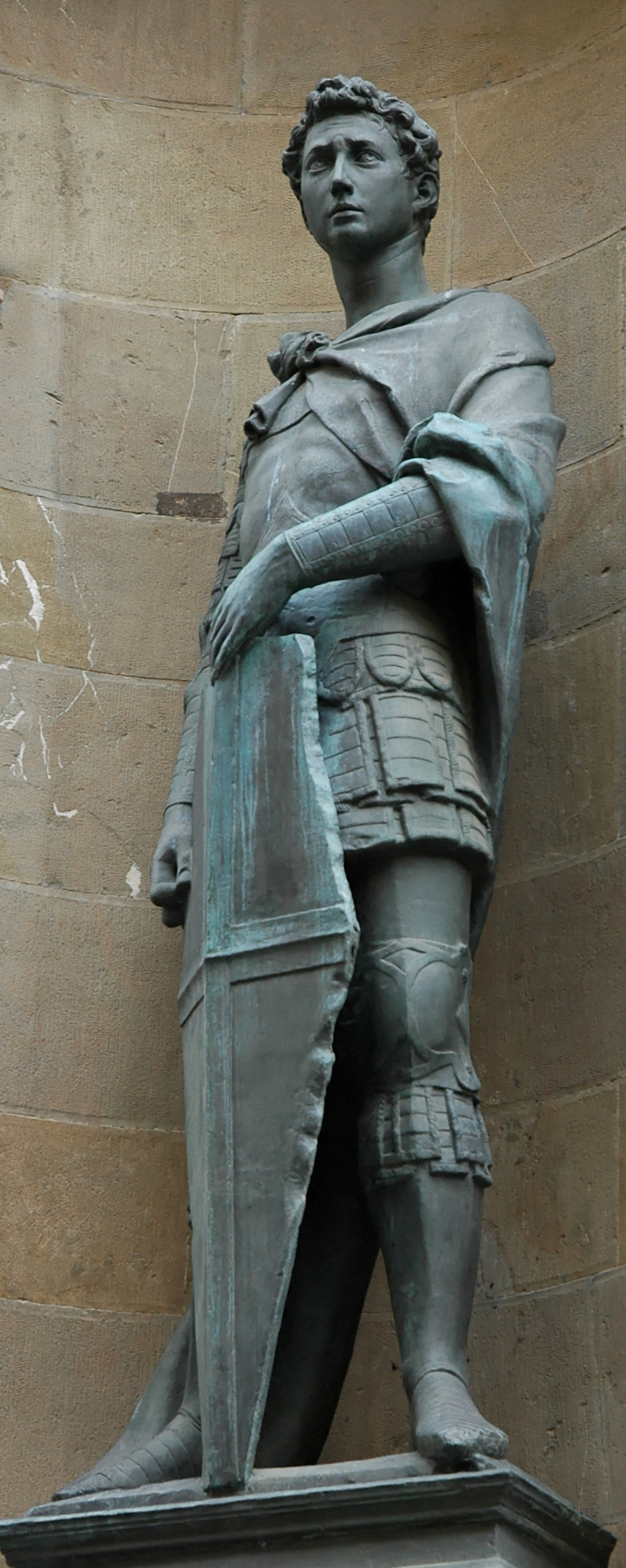
Sv. Jiří ve výklenku kostela Orsanmichele
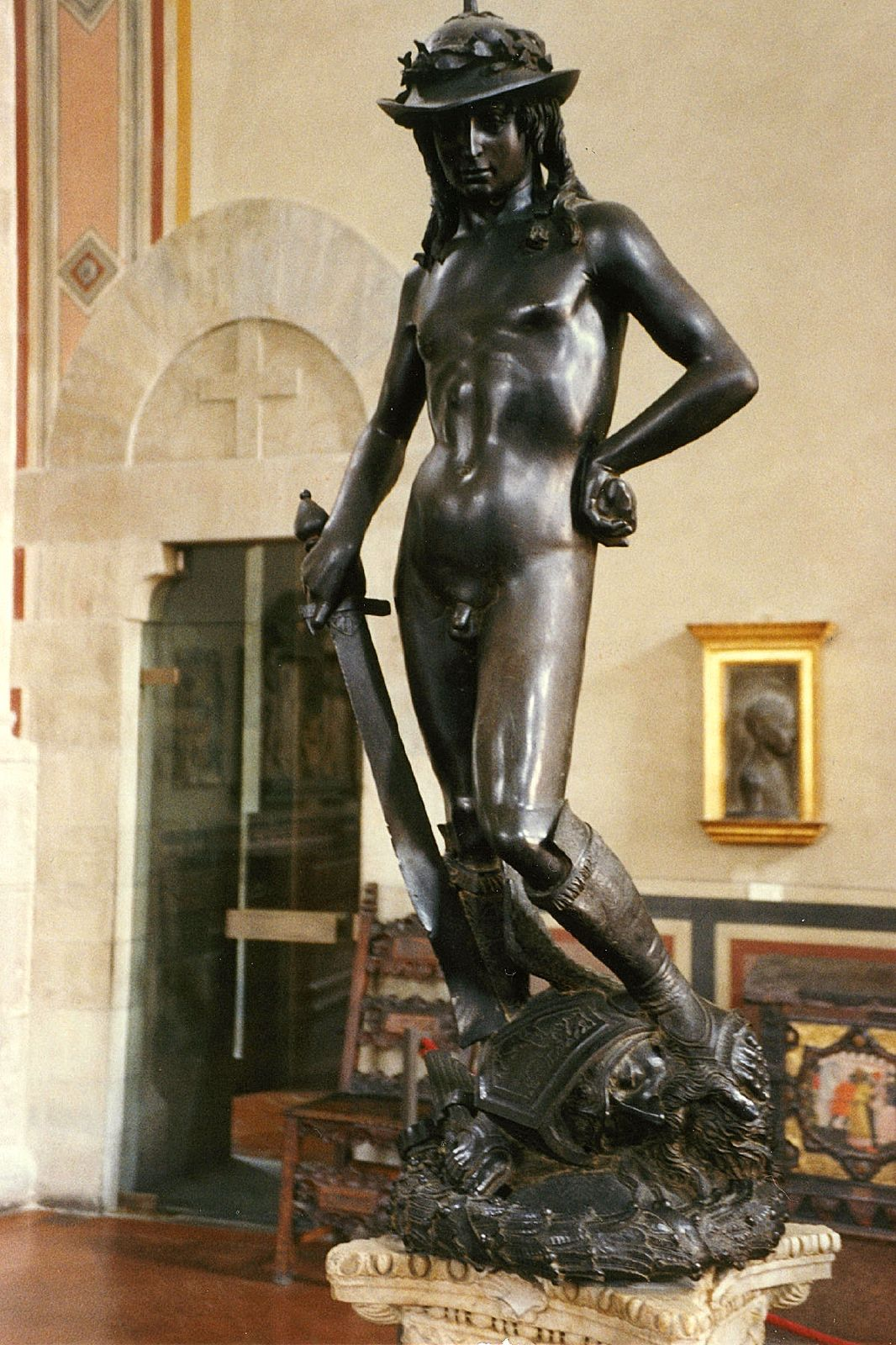
Socha Davida
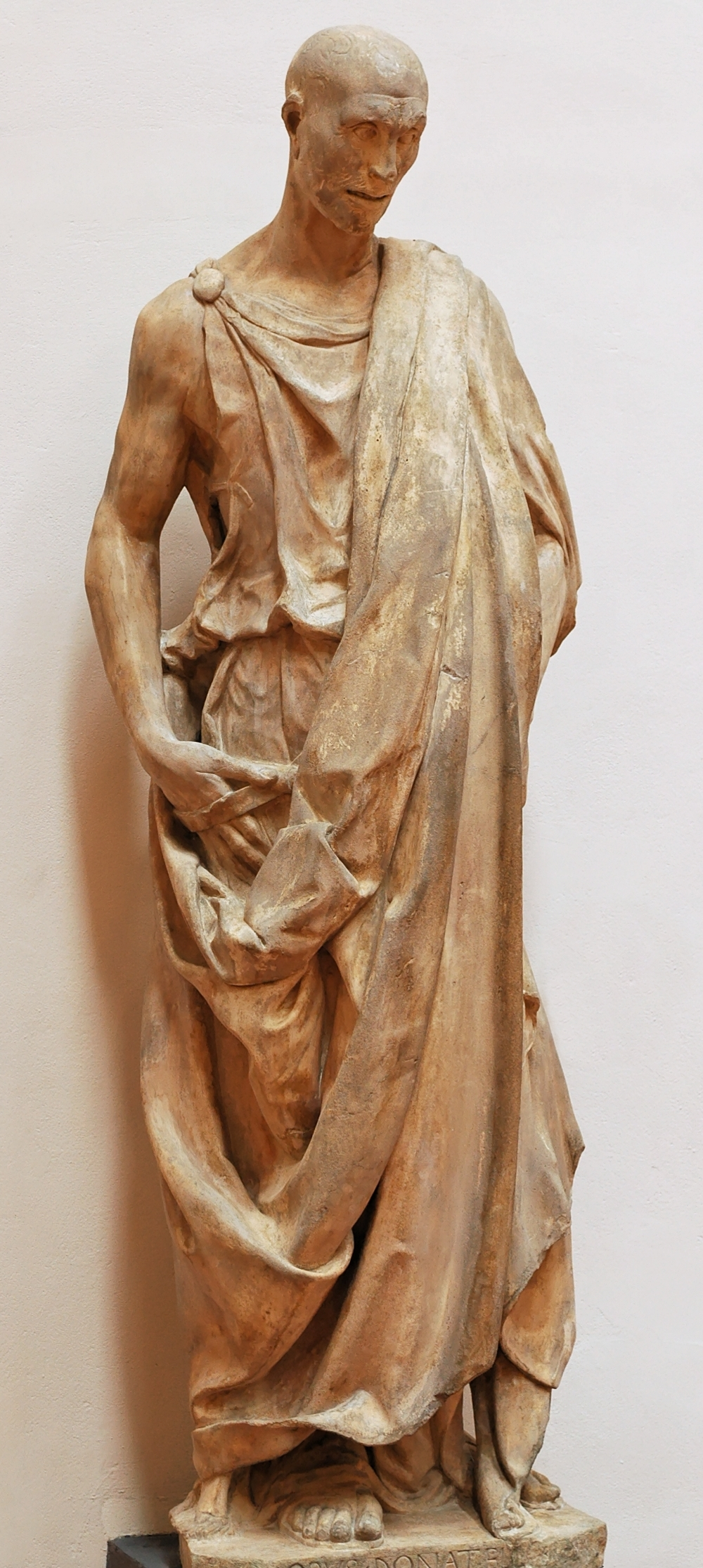
Il Zuccone